# Gustaf Otto Stenbock
Gustaf Otto Stenbock, né au château de Torpa, dans le comté de Västra Götaland le 7 septembre 1614, mort à Stockholm le 24 septembre 1685, est un militaire et homme d'État suédois.

## Biographie
Il est nommé Major-général en 1643, membre du Conseil privé en 1652, Feld-maréchal en 1656, gouverneur général de la Scanie, de l'Halland et du Blekinge en 1658, amiral du royaume en 1664 et chancelier de l'université de Lund en 1666. Il est destitué de son titre d'amiral en 1675 par le roi Charles XI de Suède. 
Il se marie en 1645 avec la baronne Brita Horn d'Åminne (décédée en 1658) puis avec Christina Catharine De la Gardie en 1658. De ces deux mariages naissent plusieurs enfants, dont notamment Magnus Stenbock (1663-1717), feld-maréchal du roi Charles XII de Suède durant la Grande guerre du Nord.